# Skydebanegade
Skydebanegade er en kort gade som løber mellem Istedgade og Sønder Boulevard på Vesterbro i København. Gaden har ensartede og detaljerige, gulpudsede facer og afsluttes visuelt af Skydebanemuren som ligger let tilbagetrukket på den anden side af Istedgade som den afgrænser fra Skydebanehaven. Gade, mur og have har navn efter Den Kgl. Skydebane som lå på stedet.

## Historie
Frem til 1890 tilhørte arealet Det Kongelige Kjøbenhavnske Skydeselskab og Danske Broderskab. Mellem Istedgade og Sønder Boulevard var der anlagt haver forbeholdt skydebrødrene. Da selskabet omsider flyttede til Sølyst i Klampenborg, overtog en murermester Victor Jensen arealet og opførte en samlet boligbebyggelse efter tegninger af arkitekten Oscar Kramp (1853-1933), der også stod bag en række andre byggerier på Vesterbro.
I 1989 blev gaden omdannet til en andelsboligforening i forbindelse med at beboerne overtog samtlige huse i gaden. Kort efter gav kommunen tilsagn om byfornyelsesstøtte til gadens østside og den blev udført i 1994-96 med Abildhauge A/S som arkitekter og ingeniører. Projektet omfattede indvendig renovering og modernisering, samtidig med at facaderne blev ført tilbage til det oprindelige udseende.

## Skydebanegade i dag
Skydebanegade fremstår i ensartede, gulpudsede og udsmykkede facader. De to facaderækker har indhak (cul-de-sac), tre på hver side, som danner små, åbne gårdrum med bevoksning. Der er i alt ca. 480 lejligheder samt et antal erhvervslejemål.